# Championnat de France N1H de kayak-polo
Le championnat de France N1H de kayak-polo est une compétition de kayak-polo regroupant les meilleures équipes masculines françaises, et correspondant à la première division.

## Présentation
Le championnat de France masculin de kayak-polo a été créé en 1984.
Le championnat se déroule sur année civile ,répartis sur 6 week-end où les 12 meilleures équipes de France disputent 22 matchs en aller et retours. Un classement est fait en fin de saison. À la fin de cette saison régulière, des play-off sont organisées entre les 8 meilleures équipes de N1 dont le vainqueur est alors sacré champion de France. Le champion et le premier de la saison régulière sont sélectionnés pour participer à la Coupe d'Europe des clubs. Les 4 derniers du championnat affrontent les 4 premiers de seconde division sous forme de barrage pour se maintenir ou non en élite.
Deux équipes ont remporté le plus de fois ce championnat avec 10 titres chacun, Pont-d'Ouilly durant les années 80, 90 et Condé sur Vire dans les années 2000. Ces dernières années c'est le club de Montpellier qui domine avec 8 titres. Saint-Grégoire en a obtenu 6, puis viennent les clubs de Lochrist et Agen (2), ainsi que Thury-Harcourt (1).
Condé sur Vire possède le record de huit titres d'affilée de 2004 à 2011.

## Liste des champions de France
| Année | Club          | Année | Club           | Année | Club           | Année | Club           | Année | Club             |  |  |
| ----- | ------------- | ----- | -------------- | ----- | -------------- | ----- | -------------- | ----- | ---------------- |  |  |
|       |               | 1990  | Saint-Grégoire | 2000  | Pont-d'Ouilly  | 2010  | Condé sur Vire | 2020  | Saint-Grégoire   |  |  |
|       |               | 1991  | Saint-Grégoire | 2001  | Pont-d'Ouilly  | 2011  | Condé sur Vire | 2021  | Montpellier      |  |  |
|       |               | 1992  | Pont-d'Ouilly  | 2002  | Condé sur Vire | 2012  | Montpellier    | 2022  | Montpellier      |  |  |
|       |               | 1993  | Pont-d'Ouilly  | 2003  | Agen           | 2013  | Montpellier    | 2023  | Corbeil Essonnes |  |  |
| 1984  | Pont-d'Ouilly | 1994  | Pont-d'Ouilly  | 2004  | Condé sur Vire | 2014  | Condé sur Vire |       |                  |  |  |
| 1985  | Lochrist      | 1995  | Saint-Grégoire | 2005  | Condé sur Vire | 2015  | Montpellier    |       |                  |  |  |
| 1986  | Lochrist      | 1996  | Saint-Grégoire | 2006  | Condé sur Vire | 2016  | Montpellier    |       |                  |  |  |
| 1987  | Pont-d'Ouilly | 1997  | Thury-Harcourt | 2007  | Condé sur Vire | 2017  | Saint-Grégoire |       |                  |  |  |
| 1988  | Pont-d'Ouilly | 1998  | Pont-d'Ouilly  | 2008  | Condé sur Vire | 2018  | Montpellier    |       |                  |  |  |
| 1989  | Pont-d'Ouilly | 1999  | Agen           | 2009  | Condé sur Vire | 2019  | Montpellier    |       |                  |  |  |